# 42 Ориона
42 Ориона (42 Orionis, c Ориона, c Orionis, сокращ. 42 Ori, c Ori) — звезда в экваториальном созвездии Орион. Звезда имеет видимую звёздную величину +4.59m, и, согласно шкале Бортля, звезда видна невооружённым глазом на пригородном/городском небе (англ. Suburban/urban transition). 42 Ориона окружена туманностью NGC 1977, одной из небольших более слабых групп именованных туманностей, к северу от туманности Орион. 42 Ориона — звезда, которая возбуждает атомы межзвёздной пыли и подсвечивает туманность NGC 1977.
Из измерений параллакса, полученных во время миссии Hipparcos известно, что звезда удалена примерно на 900 св. лет (270 пк) от Земли. Звезда наблюдается южнее 86° с. ш., то есть видна практически на всей территории обитаемой Земли, за исключением приполярных областей Арктики. Лучшее время наблюдения — декабрь.
Звезда 42 Ориона движется довольно быстро относительно Солнца: её радиальная гелиоцентрическая скорость равна 30 км/с, что в три раза больше скорости местных звёзд Галактического диска, а также это значит, что звезда удаляется от Солнца. По небосводу звезда движется на юго-восток, проходя по небесной сфере 8,4 mas в год.

## Имя звезды
c Ориона (латинизированный вариант лат. c Orionis) является обозначениями Байера, данное звезде в 1603 году. 42 Ориона (латинизированный вариант лат. 42 Orionis) являются обозначением Флемстида.
Обозначения компонентов как 42 Ориона Aa, Ab и AB вытекают из конвенции, используемой Вашингтонским каталогом визуально-двойных звёзд (WDS) для звёздных систем, и принятого Международным астрономическим союзом (МАС).

## Свойства кратной системы 42 Ориона
|  |  |  |  |                      |  | Aa                       |  |
|  |  |  |  |                      |  |                          |  |
|  |  |  |  |                      |  | T = 80,7 лет a = 0.163 " |  |
|  |  |  |  |                      |  |                          |  |
|  |  |  |  |                      |  | Ab                       |  |
|  |  |  |  |                      |  |                          |  |
|  |  |  |  |                      |  |                          |  |
|  |  |  |  | T=1454 лет a = 1,2 " |  |                          |  |
|  |  |  |  | B                    |  |                          |  |
|  |  |  |  |                      |  |                          |  |

Пара 42 Ориона Aa и 42 Ориона Ab являются двойной звездой, в который компоненты отдалены друг от друга на угловое расстояние в 0,163 ″, что соответствует периоду обращения равному 80,7 года и большой полуоси орбиты между компаньонами, по крайней мере, 38,4 а.е. (для сравнения радиус орбиты Плутона равен 39,48 а.е. и период обращения равен 247,92 года). Пара 42 Ориона Aa-Ab и 42 Ориона B являются тройной звездой, в который компоненты отдалены друг от друга на угловое расстояние в 1,2 ″, что соответствует периоду обращения равному 1454 года и большой полуоси орбиты между компаньонами, по крайней мере, 303,7 а.е..
Если мы будем смотреть со стороны 42 Ориона Aa на 42 Ориона Ab, то мы увидим бело-голубую звезду, которая светит с яркостью −24,51m, то есть с яркостью 0,13 {\displaystyle L_{\bigodot }}. Причём угловой размер звезды (в среднем) будет — ~0,09°, что составляет 17,7 % от диаметра нашего Солнца. Если же мы будем смотреть со стороны 42 Ориона Ab на 42 Ориона Aa, то мы также увидим бело-голубую звезду, которая светит с яркостью −25,91m, то есть с яркостью 0,46 {\displaystyle L_{\bigodot }}. Причём угловой размер звезды (в среднем) будет — ~0,046°, что составляет 9,1 % от диаметра нашего Солнца.
Если мы будем смотреть мы будем смотреть со стороны пары 42 Ориона Aa-Ab на 42 Ориона B, то мы также увидим бело-голубую звезду, которая светит с яркостью −18,8m, то есть с яркостью 256 лун в полнолуние. Причём угловой размер звезды (в среднем) будет — ~4,74mas, что составляет 0,95 % от диаметра нашего Солнца. И, наоборот, если мы будем смотреть из окрестностей компонента 42 Ориона B на 42 Ориона Aa-Ab, то мы увидим пару бело-голубых звёзд, которые светят с общей яркостью −21,72m (то есть с яркостью 3898 лун в полнолуние). Причём 42 Ориона Aa будет светить с яркостью −21,42m (то есть с яркостью 2957 лун в полнолуние), а компонент 42 Ориона Ab будет светить с яркостью −20,02m (то есть с яркостью 814 лун в полнолуние) соответственно. Причём угловой размер звёзд (в среднем) будет — ~ 11,23 и ~ 5,76 mas, то есть угловой размер звезды составит 2,2 % и 1,15 % от углового размера нашего Солнца, соответственно. При этом максимальное угловое расстояние между звёздами будет 14,4°.
42 Ориона демонстрирует лёгкую переменность: во время наблюдений яркость звезды колеблется на 0.10m, изменяясь в пределах от 5.52m до 5.62m, без какой-либо периодичности (скорее всего у звезды несколько периодов), тип переменной так же не определён.

### Свойства компонента Aa
42 Ориона Aa — судя по её спектральному классу B1V звезда является карликом спектрального класса B, что указывает на то, что водород в ядре звезды ядерным «топливом», то есть звезда находится на главной последовательности. Масса звезды мала (примерно на 30 %) для её спектрального класса и равна 8,69 {\displaystyle M_{\bigodot }}. Звезда излучает энергию со своей внешней атмосферы при эффективной температуре около 20 000 К, что придаёт ей характерный бело-голубой цвет.
В связи с большой светимостью звезды её радиус может быть измерен непосредственно, и такая попытка была сделана в 1922 году датским астрономом Эйнар Герцшпрунгом, но поскольку звезда была двойная, а также то что она находилась в области звездообразования богатой гигантскими молекулярными облаками, то измерение радиуса произошло с большими ошибками. Данные об этом измерении приведены в таблице:
| Имя звезды | Год  | m    | Спектр | D (mas) | Rабс ({\displaystyle R_{\bigodot }}) | Комм.  |
| 42 Ориона  | 1922 | 4.65 | B3     | 0.4     | 3.6                                  | [ 16 ] |

Сейчас мы знаем, что радиус звезды спектральному классу B1V должен быть 6,4 {\displaystyle R_{\bigodot }}. Светимость звезды, исходя из закона Стефана — Больцмана, должна быть равна 5900 {\displaystyle L_{\bigodot }}. Скорость вращения 42 Ориона превосходит солнечную почти в 10 раз и равна 20 км/с, что даёт период вращения звезды — 16,6 дня.
Звезда текущий возраст напрямую не измерен, однвко, известно, что звёзды с массой 8,69 {\displaystyle M_{\bigodot }} живут на главной последовательности порядка 23,5 млн. лет, что накладывает верхний предел на возраст звезды. 42 Ориона находится на пределе, который равен 8-12 {\displaystyle M_{\bigodot }}, когда звезда может взорваться как сверхновая. Если же этого не произойдёт, то звезда станет красным гигантом, а затем, сбросив внешние оболочки, станет очень массивным белым карликом.

### Свойства компонента Ab
42 Ориона Ab — судя по её массе, которая равна 4,55 {\displaystyle M_{\bigodot }} — звезда является карликом спектрального класса B7V, что указывает на то, что водород в ядре звезды ядерным «топливом», то есть звезда находится на главной последовательности. Звезда излучает энергию со своей внешней атмосферы при эффективной температуре около 12 400 К, что придаёт ей характерный бело-голубой цвет.
Радиус звезды спектральному классу B7V должен быть 3,28 {\displaystyle R_{\bigodot }}. Светимость звезды, исходя из закона Стефана — Больцмана, должна быть равна 228 {\displaystyle L_{\bigodot }}.
Звезда текущий возраст напрямую не измерен, однвко, известно, что звёзды с массой 4,55 {\displaystyle M_{\bigodot }} живут на главной последовательности порядка 144 млн. лет, что накладывает верхний предел на возраст звезды. Затем звезда станет красным гигантом, а затем, сбросив внешние оболочки, станет довольно массивным белым карликом.

### Свойства компонента B
42 Ориона B — судя по её массе, которая равна 3,04 {\displaystyle M_{\bigodot }} — звезда является карликом спектрального класса B9V, что указывает на то, что водород в ядре звезды ядерным «топливом», то есть звезда находится на главной последовательности. Звезда излучает энергию со своей внешней атмосферы при эффективной температуре около 10 600 К, что придаёт ей характерный бело-голубой цвет.
Радиус звезды спектральному классу B9V должен быть 2,7 {\displaystyle R_{\bigodot }}. Светимость звезды, исходя из закона Стефана — Больцмана, должна быть равна 82,5 {\displaystyle L_{\bigodot }}.
Звезда текущий возраст напрямую не измерен, однвко, известно, что звёзды с массой 3,04 {\displaystyle M_{\bigodot }} живут на главной последовательности порядка 445 млн. лет, что накладывает верхний предел на возраст звезды. Затем звезда станет красным гигантом, а затем, сбросив внешние оболочки, станет довольно массивным белым карликом.

## История изучения кратности звезды
42 Ориона — молодая звезда в Орионе, которая до 2001 года не наблюдалась с высоким угловым разрешением. В 1848 году английсктй астроном У. Дейвс открыли двойственность 42 Ориона, то есть им открыл компонент B и звёзды вошли в каталоги как DA 4. В 2005 году группа исследователей под руководством российского астронома А. Токовнина, основываясь на записях с 1979 года открыли двойственность компонента A и звёзды вошли в каталоги как TOK 430.
Согласно Вашингтонскому каталогу визуально-двойных звёзд, параметры этих компонентов приведены в таблице:
| Компонент | Год  | Количество измерений | Позиционный угол | Угловое расстояние | Видимая звёздная величина компонента I | Видимая звёздная величина компонента II |
| Aa,Ab     | 2005 | 11                   | 328°             | 0,2″               | 4,90m                                  | 6,30m                                   |
| Aa,Ab     | 2018 | 11                   | 21°              | 0,2″               | 4,90m                                  | 6,30m                                   |
| AB        | 1848 | 35                   | 220°             | 2,0″               | 4,61m                                  | 7,50m                                   |
| AB        | 1968 | 35                   | 207°             | 1,5″               | 4,61m                                  | 7,50m                                   |
| AB        | 2018 | 35                   | 202°             | 1,20″              | 4,61m                                  | 7,50m                                   |

Обобщая все сведения о звезде, можно сказать, что у звезды 42 Ориона Aa, есть 2 спутника:
- компонент Ab, звезда 6-й величины, находящаяся на угловом расстоянии 0,163 секунд дуги и период вращения звезды составляет 80,7 лет[5];
- компонент B, звезда 8-й величины, находящаяся на угловом расстоянии 1,2 секунд дуги, имеет каталожный номер TYC 4774-928-2[10]. У звезды не известен параллакс, но из других источников известно, что звезда входит в систему 42 Ориона и период вращения звезды составляет 1454 лет[5].